# Sergej Fëdorovič Bondarčuk
Sergej Fëdorovič Bondarčuk (in russo Сергей Фёдорович Бондарчук?; Bilozerka, 25 settembre 1920 – Mosca, 20 ottobre 1994) è stato un regista, sceneggiatore e attore sovietico.

## Biografia
Padre dell'attrice Natal'ja Bondarčuk, Sergej Fëdorovič Bondarčuk nacque a Bilozerka, nell'oblast' ucraino di Cherson. Frequentò corsi di recitazione a Rostov, ma dovette abbandonare lo studio a causa dello scoppio della seconda guerra mondiale, arruolandosi nell'Armata Rossa come attore di intrattenimento per le truppe. Nel dopoguerra tornò a frequentare corsi di recitazione, sotto la direzione di Sergej Gerasimov, che lo fece debuttare nel 1948 in una sua pellicola cinematografica, La giovane guardia.
Assurse alla fama nel 1951, interpretando il poeta Taras Ševčenko nell'omonimo film, diretto da Aleksandr Alov e Vladimir Naumov. L'interpretazione colpì il presidente Stalin che lo insignì del titolo di Artista del popolo dell'Unione Sovietica.
Esordì alla regia nel 1959 con Il destino di un uomo, e nel 1969 si aggiudicò il Premio Oscar quale miglior film straniero per Guerra e pace (Война и мир; Vojna i mir); ma ottenne pure altri riconoscimenti tra cui il Golden Globe, il National Board of Review Award e il New York Film Critics Circle. Da tenere presente che nel film, Bondarčuk ricopre pure uno dei ruoli principali. Nel 1971, invece, il suo film Waterloo, prodotto da Dino De Laurentiis, ottenne il David di Donatello, con un cast "stellare": Rod Steiger (Napoleone), Christopher Plummer (Lord Wellington) e Orson Welles (il re di Francia).
Nel 1982 diresse Franco Nero in Messico in fiamme e nel 1983, questa volta in coppia con Sydne Rome, in I dieci giorni che sconvolsero il mondo. Sempre nel 1983 vinse il riconoscimento alla carriera al Festival del cinema di Venezia. Nel 1985, insieme a Robert De Niro, venne premiato con il segno d'argento dell'Istituto internazionale di scienze cinematografiche di Firenze.

## Filmografia parziale

### Attore
- La giovane guardia (Molodaja gvardija), regia di Sergej Gerasimov (1948)
- Taras Ševčenko, regia di Aleksandr Alov, Vladimir Naumov e Igor' Savčenko (1951)
- La cicala (Poprigunja), regia di Samson Samsonov (1955)
- Otello il moro di Venezia (Otello), regia di Sergei Yutkevich (1955)
- Il destino di un uomo (Sudba čeloveka), regia di Sergej Bondarčuk (1959)
- Era notte a Roma, regia di Roberto Rossellini (1960)
- Guerra e pace (Война и мир; Vojna i mir), regia di Sergej Bondarčuk (1967)
- La battaglia della Neretva (Bitka na Neretvi), regia di Veljko Bulajić (1969)
- Zio Vanja (Djadja Vanja), regia di Andrej Končalovskij (1970)
- Kosmos: anno 2000 (Molčanie doktora Ivensa), regia di Budimir Metalnikov (1973)
- Hanno combattuto per la patria (Oni srašalis za rodinu), regia di Sergej Bondarčuk (1975)
- La steppa (Step), regia di Sergej Bondarčuk (1977)
- Boris Godunov, regia di Sergej Bondarčuk (1986)
- La battaglia dei tre tamburi di fuoco (La batalla de los tres reyes), regia di Souheil Ben-Barka e Uchkun Nazarov (1990)

### Regista
- Il destino di un uomo (Sudba čeloveka) (1959)
- Guerra e pace (Война и мир; Vojna i mir) (1967)
- Waterloo (1970)
- Hanno combattuto per la patria (Oni srašalis za rodinu) (1975)
- La steppa (Step) (1977)
- Messico in fiamme (Krasnye kolokola, film pervyj - Meksika v ogne) (1982)
- I dieci giorni che sconvolsero il mondo (Krasnye kolokola, film vtoroj - Ja videl rošdenie novogo mira) (1983)
- Boris Godunov (1986)
- Il placido Don (Quiet Flows the Don) (2006)

### Sceneggiatore
- Guerra e pace (Война и мир; Vojna i mir) (1967)
- Hanno combattuto per la patria (Oni srašalis na rodinu) (1975)
- La steppa (Step) (1977)
- Messico in fiamme (Krasnye kolokola, film pervyj - Meksika v ogne) (1982)
- I dieci giorni che sconvolsero il mondo (Krasnye kolokola, film vtoroj - Ja videl roždenie novogo mira) (1983)
- Boris Godunov (1986)
- Il placido Don (Quiet Flows the Don) (2006)

## Doppiatori italiani
- Glauco Onorato in La battaglia della Neretva, Zio Vanja
- Giancarlo Maestri in Guerra e pace